# Bartolomeo Bononi
Bartolomeo Bononi o Bartolomeo di Bonone (Pistoia, ... – Firenze, 1335) è stato un religioso italiano. È stato il padre fondatore della congregazione girolamina agostiniana del Santo Sepolcro, che ha avuto sede in Chianti e poi a Firenze dal 1334. Da questa sarebbe nato l'Ordine di San Gerolamo diffusosi in Italia, Spagna, Portogallo e San Salvador.

## Biografia
Secondo gli scritti più antichi Bartolomeo Bononi si diede all'eremitaggio nel 1313 in una località del Chianti non immediatamente deducibile, che alcuni testi associano alla Chiesa di San Michele (Greve in Chianti) ma che corrisponde probabilmente ad un eremo più a sud, nei pressi di Monte Maione.
In Chianti Bartolomeo ebbe molti seguaci e fedeli provenienti da diverse città della Toscana, come Benedetto Tedaldi, futura guida della confraternita.
Nel 1334 gli eremiti si trasferirono a Firenze, dove Bartolomeo acquistò un terreno da Dardano Acciaioli sul colle di San Donato a Scopeto (attuale Bellosguardo). Qui fondò la chiesa del Santo Sepolcro ed ebbe il permesso dal legato pontificio Cardinale Gian Gaetano Orsini di assumere la regola agostiniana. Il frate morì poco dopo, nel 1335.
Dopo la morte di Bartolomeo i monaci si spostarono ancora, sembra per ragioni sanitarie, sul colle di Colombaia o delle Campora (Sud di Firenze) dove avviarono i lavori per un nuovo grande monastero. La Chiesa di Santa Maria del Santo Sepolcro delle Campora ebbe il contributo degli Albizzi, dei Gambacorta, dei Bardi e di molte altre famiglie. Anche Giovanni Boccaccio fece testamento a favore del monastero donando la sua insigne collezione di reliquie. Della grande chiesa delle Campora è oggi visibile una cappella inglobata nella Villa delle Campora (proprietà privata).

## Bartolomeo Bononi e l'Ordine di San Girolamo
Nel 1372 il priore Benedetto Tedaldi, ultimo compagno di Bartolomeo Bononi ancora in vita, fu incaricato dal Pontefice Gregorio XI di guidare spiritualmente alcuni agostiniani spagnoli, impegnati nella creazione di un nuovo ordine di San Girolamo. Sembra che ciò avvenne in virtù dello "zelo" dimostrato dai frati del Santo Sepolcro, anche se probabilmente Bartolomeo Bononi non ebbe mai interesse a definirsi girolamino (nonostante molti testi lo definiscano fondatore dell'ordine).
Il Santo Sepolcro delle Campora fu riconosciuto come monastero originario dagli stessi girolamini spagnoli. L'ordine ebbe successo in Spagna e Portogallo ed ebbe compiti anche durante la colonizzazione del Nuovo Mondo.
Dalla metà del XV secolo, attraverso la riforma di Lope de Olmeda, i girolamini ebbero diffusione nel nord dell'Italia e a Roma. Nel frattempo altre congregazioni furono dedicate a San Girolamo, ma non sembra esistano testimonianze evidenti di un legame tra esse e il monastero delle Campora.

## Aspetti storiografici
Nei testi settecenteschi risulta una discussione che coinvolse eruditi come Felice Maria Nerini e Pietro Luigi Galletti, dove fu messa in dubbio l'origine palestinese dell'Ordine di San Gerolamo che infine si stabilì essere solo un mito.
Da allora l'esistenza di Bartolomeo di Bonone è stata scarsamente ricordata fino alla pubblicazione di alcuni testi che si concentrano sul rapporto tra il monaco e le famiglie neotemplari fiorentine, avanzando un'interpretazione "esoterica" del personaggio. Quella che ne 'Le Madonne del Parto' di Renzo Manetti era presentata come una semplice ipotesi, è stata poi assunta come verità nei testi di altri autori e autrici. Nonostante capiti di leggere che il Bononi fosse «un templare» è bene ricordare che le fonti non affermano niente del genere, anzi sembrano contraddire tale affermazione presentando una realtà sostanzialmente diversa.
Recentemente la ricerca è stata reimpostata da altri studiosi in base alle fonti più antiche. Questo ha permesso di delineare la storia dei monaci del Santo Sepolcro, la loro origine e il loro legame con il movimento girolamino spagnolo.